# Varuzhan Akobian
Varuzhan Akobian (armenisch Վարուժան Հակոբյան / Waruschan Hakobjan; * 19. November 1983 in Jerewan, Armenische SSR, Sowjetunion) ist ein ehemals armenischer, jetzt US-amerikanischer Schachgroßmeister. Er ist nicht zu verwechseln mit dem armenischen Großmeister Wladimir Hakobjan, von der FIDE geführt als Vladimir Akopian.

## Die Anfänge
Als Akobian fünf Jahre alt war, hatte sein Vater einen längeren Arbeitseinsatz in der Mongolei. Dort lernte er auf Wunsch seines Vaters Schach spielen, da er wegen des widrigen Klimas nicht draußen spielen sollte. Als die Familie zwei Jahre später nach Armenien zurückkehrte, ging er auf die Schachschule Tigran Petrosjan, benannt nach dem ehemaligen Weltmeister. Im Januar 2001 zog Akobian nach Kalifornien, erwarb dort die amerikanische Staatsbürgerschaft und spielt seit 2002 für den US-amerikanischen Schachverband.
In Armenien wurde er trainiert von IM Aschot Nadanjan und Gagik Sarkissjan.

## Erfolge
Akobian wurde armenischer Jugendmeister in den Altersklassen U10 (1993), U12 (1995) und U16 (1998). 16-jährig erfüllte er im Jahr 2000 die Normen für den Titel Internationaler Meister, der ihm im November desselben Jahres verliehen wurde. In den USA gewann er ab 2001 mehr als ein Dutzend Turniere. 2004 wurde er Großmeister. Die erste Norm hierfür erreichte er im Juli 2002 beim 30. World Open in Philadelphia (das er 2004 in der 32. und 2007 in der 35. Ausgabe gewann), die zweite Norm beim Imre Konig-Einladungsturnier im September 2002 in San Francisco und die dritte Norm November 2003 beim Eduard Gufeld Memorial in Los Angeles. Er gewann 2006 das San Marino Open mit einer Elo-Leistung von 2800. Im Juli 2007 wurde er hinter Julio Ernesto Granda Zúñiga Zweiter bei der Kontinentalmeisterschaft in Cali. Im April 2009 gewann er einen Wettkampf gegen den amtierenden Landesmeister Yury Shulman über sechs Schnellpartien (Ergebnis 3,5:2,5) und acht Blitzpartien (Ergebnis 6:2), bei dem es um einen Preisfonds von 10.000 US-Dollar ging.
Eine Episode der Serie True Live des Musiksenders MTV mit dem Titel I'm a Genius, Erstausstrahlung am 8. März 2007, porträtiert Akobian.

## Nationalmannschaft
Mit der Mannschaft der Vereinigten Staaten nahm Akobian an den Schacholympiaden 2006, 2008, 2012 und 2014 teil und erreichte mit der Mannschaft 2006 und 2008 den dritten Platz. Außerdem nahm er an den Mannschaftsweltmeisterschaften 2010, 2013, 2015 und 2017 teil. 2010 erreichte er mit der Mannschaft den zweiten Platz, 2013 gewann er die Einzelwertung der Reservespieler. 2013 gewann Akobian zudem mit der US-Auswahl die panamerikanische Mannschaftsmeisterschaft und erreichte das zweitbeste Ergebnis am zweiten Brett.

## Vereine
In der United States Chess League spielte Akobian von 2010 bis 2012 für die Seattle Sluggers, mit denen er 2012 den Titel gewann, von 2013 bis 2015 gehörte er der Mannschaft der St. Louis Arch Bishops an, mit denen er 2014 Meister wurde. Bei der 1. Schachweltmeisterschaft der Städte 2012 in al-Ain spielte er am Spitzenbrett der Stadt Chicago.